# 清华大学景观学系
清华大学景观学系是清华大学建筑学院下属的一个系，培养区域景观规划、自然文化遗产保护、城市景观设计、旅游规划等类型人才，目前只招收研究生。

## 历史
- 1951年，在梁思成支持下，吴良镛和汪菊渊在清华成立了中国第一个“园林学组”。[2]
- 2003年10月8日，清华大学建筑学院增设景观学系，聘请美国艺术与科学院院士、哈佛大学景观学系前系主任、美国著名景观建筑师劳瑞·欧林（Laurie D.Olin）教授担任第一任系主任和讲席教授。[3][4][5]

## 机构
- 景观园林研究所

## 人物[6]
- 李树华
- 杨锐
- 朱育帆
- 罗纳德·亨德森（HENDERSON, Ron）
- 胡洁
- 刘海龙
- 邬东璠
- 庄优波